# Хенри Греј
Хенри Греј (енгл. Henry Gray; Лондон, 1827 — Лондон, 13. јун 1861) је био енглески анатом и хирург, аутор више пута прештампаваног уџбеника анатомије, данас познатог као „Грејова анатомија“ (Gray's Anatomy). Изабран је за члана Краљевског друштва у 25 години. Умро је од великих богиња у 34. години живота.

## Живот и дело
Хенри Греј је рођен у Лондону 1827. О његовом животу пре завршетка студија се нажалост јако мало зна изузев да је био јако способан и амбициозан. Након завршених студија медицине као јако млад лекара 1853. именован је за редовног предавача на Катедри за анатомију Медицинског факултета болнице Сент Џорџ у Лондону. Са 25 година био је члан Краљевског друштва, као и Краљевског колеџа за хирургију. На ове дужности је биран због његових изузетних стручних квалитета које је он показао на својим предавањима у болничком раду и анатомским салама за сецирање лешева.
Недостаци постојећих анатомских уџбеника вероватно су навели Хенрија Греја да још као студент у Сент Џорџ болници Медицинског факултета, у близини Лондонског Хајд Парка, средином 1840. започне да размишља о стварању новог уџбеника анатомије. Након завршених студија медицине као јако млад лекара 1853. именован је за редовног предавача на Катедри за анатомију Медицинског факултета болнице Ст Џорџ у Лондону, што му је и омогућило да реализује ову своју идеју.
Идеју о писању уџбеника из анатомиј Греј је први пута саопштио уметнички надареном колеги др Хенрију Вандик Картеру (Henry Vandyke Carter), новембра 1855. Прво издање анатомије било је намењено студентима и лекарима (посебно хирурзима). Греј је имао жељу да напише лепу квалитетну али јефтину књигу, како би она била приступачна; студентима за лако и правилно учење анатомије, лекарима који би по завршетку студија могли ускоро бити у обавези да раде на збрињавању војника и повређених у Севастопољу или на неком другом бојном пољу (у то време је Велика Британија водила Кримски рат (1853—1856) и хирурзима у хируршкој сали. Књига коју су ова два аутора заједно написала била је тако срочена и технички дизајнирана, да је охрабривала младе лакаре да изучавају анатомију, значајно им помажући у припреми и полагању испита, а хирурзима пружала помоћ у свакодневном раду.
Проучавајући анатомске последице заразних болести, Греј се заразио вирусом великих богиња и умро је 13. јуна 1861. у Лондону, непосредно након објављивања његовог другог издања - „Грејове анатомије“.

## Признања
- Са 25 година изабран је за члана Краљевског друштва Велике Британије.
- Поштујући Грејов допринос изучавању анатомији људског тела, рад на његовом делу су наставили други аутори, настојећи да сачувају утицај овог дела у енглеском говорном подручју. Грејова анатомија је са сваким наредним издањем проширивана анатомским и медицинским знањем свога времена. Посљедње, 39. издање је објављено у новембру 2004. под називом (енгл. Gray's Anatomy: The Anatomical Basis of Medicine and Surgery)[11]